# Enrique Castro
Enrique Castro (Pintado, Florida, 1817 – Montevideo, 1888) fue un militar uruguayo perteneciente al Partido Colorado de trascendente actuación. 

## Biografía
Acompaña a Fructuoso Rivera en su alzamiento de 1836 y participa en la lucha contra la invasión de Pascual Echagüe, en la que resulta gravemente herido. 
En 1846 fue atravesado de un lanzazo; Timoteo Aparicio, que era paisano y amigo, salva su vida. Prisionero de los blancos, fue enviado a Entre Ríos, donde actuó en las fuerzas de Justo José de Urquiza. 
Regresa transitoriamente en 1851, durante la campaña de Urquiza contra Manuel Oribe, participa en la Batalla de Caseros y luego en la batalla de Cepeda y en la de Pavón, alcanzando el grado de coronel del ejército argentino. 
Cuando ocurrió el levantamiento de Venancio Flores contra el presidente Bernardo Prudencio Berro, en 1863, invadió el país al frente de 250 hombres y fue designado jefe de Estado Mayor de los sublevados. Después de la victoria fue jefe político de Salto y luego participa en la Guerra del Paraguay, donde obtuvo el grado de general. Designado comandante general de la Campaña en 1870, debió combatir la Revolución de las Lanzas encabezada por Timoteo Aparicio y obtuvo la victoria en la batalla de Manantiales. 
Apoya el pronunciamiento de Lorenzo Latorre (1875) y fue designado comandante de las tropas situadas al sur del río Negro, pero sus discrepancias con el dictador Máximo Santos lo apartaron y marcha a Buenos Aires, donde colabora con los preparativos de la Revolución del Quebracho. Fue designado general en jefe, junto a su colega blanco, José Miguel Arredondo, e invadió el país en marzo de 1886. Derrotado, emigra a Argentina, pero regresa al formarse el “gabinete de reconciliación”, y recupera su cargo de general.
- Datos: Q3726140